# 奇南帕

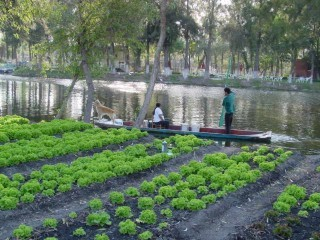
現代人工浮田

奇南帕（西班牙語：Chinampa），是中部美洲墨西哥谷地原住民开创的农业耕作方式，在浅湖床开垦的耕地上种植农作物。由于墨西哥谷地多湖，农民为扩张耕地面积，常利用泥土抬高浅湖床。农民会事先在湖面下利用水草和木桩搭建围栏，再用泥土和水草填充，直至土壤露出水面。新的耕地四周通常建有运河，其整体视觉效果类似于漂浮的人工岛，奇南帕因此也被称为“人工浮田农业”或“浮动园地农业”。农民使用的填充土大都来自湖底，因而较为肥沃，奇南帕农业也因而颇为高产。
墨西哥谷地的古文明阿兹特克曾大规模应用奇南帕农业，并随征服活动将之传播，据统计，阿兹特克都城特诺奇蒂特兰拥有9,000公顷的奇南帕园地。如今墨西哥城南部的索奇米尔科仍然保留着一部分奇南帕园地。